# Peter Ingwersen
Peter Emil Rerup Ingwersen (1947) es un informatólogo, informático y bibliómetra danés y padre de la disciplina Webmetría. En información y documentación, también ha realizado importantes aportaciones al modelo cognitivo de recuperación de información.

## Biografía
Nace en Frederiksberg (Dinamarca) en 1947 y se licencia en Biblioteconomía en 1973 en Copenhague y trabaja como catalogador en la Biblioteca Real de Dinamarca. Sin embargo, a partir de 1976 abandona el mundo laboral para dedicarse al mundo académico, excepto el periodo comprendido entre 1980 y 1984 que trabajó en el servicio de información de la Agencia Espacial Europea en Frascati (Italia). 
En 1984, ingresa en la Real Escuela de Biblioteconomía y Ciencia de la Información de Dinamarca como profesor. Es nombrado doctor en 1991 por el Copenhaguen Business School (CBI) y en 1997 es nombrado profesor asociado de la Universidad Abo Akademi de Finlandia. Además, Ingwersen tiene estancias en diferentes centros como la Universidad Rutgers (EE. UU.) o la Universidad de Tampere (1999-2002).
Además, Peter Ingwersen es cofundador del Centro de Estudios Infométricos de la Academia de Ciencias de la Información de Dinamarca.

## Padre de la Webmetría
Peter Ingwersen fue el primero que empezó a analizar en 1997, junto a Tomas Almind, la web con técnicas bibliométricas. Si hasta entonces los estudios métricos se aplicaban a todo internet, dando lugar a la Cibermetría, Ingwersen focalizó sus estudios cuantitativos solo en la web, y nombró la nueva disciplina como webometrics o webmetría. Ingwersen y Almind compararon la web danesa con la de otros países nórdicos, considerando cada enlace como si de una cita bibliográfica se tratara, y hallando pues el volumen medio de enlaces recibido por cada página.
Peter Ingwersen consideró que las páginas web eran un medio importante de comunicación académica y científica, y si conocemos aquellas web de mayor impacto, podríamos establecer una jerarquía web para publicar los trabajos científicos en la red. Es por ello, que Ingwersen diseñó los llamados Indicadores web para medir el factor de impacto de Eugene Garfield, y que definió como la suma lógica del nº de enlaces externos y autoenlaces que apuntan a un determinado país o sitio web, dividido por el nº de páginas en ese país o sitio web en un momento determinado. El nº consiste en el nº de enlaces a páginas, no de enlaces solo. Con estos indicadores, podemos abordar la elaboración de un mapa del conocimiento a partir de webs y enlaces tejido en la red. Ingwersen también menciona que debemos tener en cuenta el factor de impacto web externo, que es aquel que extrae las autocitas del recuento total.

## Modelo cognitivo de recuperación de información
Los modelos tradicionales de Recuperación de Información (booleano, vectorial y probabilístico), prestaban ninguna o poca importancia al contexto social en las tareas de indización y búsqueda. Surge entonces la necesidad de poner en el centro de la investigación al sujeto que busca información y las formas en que son usados los sistemas de recuperación de información. Entre 1976 y 1982, Peter Ingwersen investigó los procesos cognitivos de la interacción entre personas y sistemas informáticos. Analizó el impacto que la tecnología informática en el comportamiento de búsqueda de las personas, y su empleo en la industria de la información.
Peter Ingwersen ideó la Teoría Cognitiva de la Recuperación de Información, como un intento de globalizar la recuperación de información por medio de la representación de todos sus componentes, como representaciones estructurales con distintos niveles de complejidad que cooperan en un proceso de comunicación interactivo. Ingwersen señaló los factores vinculantes de esta teoría: el carácter subjetivo que cada individuo y el contexto en donde opera; es decir, estudia su estado de ánimo, su área de interés, el grado de motivación...
Así pues, Peter Ingwersen propone el llamado modelo global de poli-representación. Este modelo, basado en lógica inferencial (influido por el modelo probabilístico esbozado por Stephen Robertson), afirma que cuantas más pruebas o evidencia haya sobre un consulta, sus documentos y las relaciones existentes entre ellos, mayor probabilidad habrá de que los resultados se asemejen a las necesidades de información del usuario. Es lo que Ingwersen llamó redundancia intencional.
Este modelo cognitivo de Recuperación de Información tiene un carácter holístico, pues contempla todos los actores posibles en este proceso, y sugiere que la efectividad del modelo se verá potenciado por el uso combinado de diferentes formas de representación del texto y de los mecanismos de búsqueda. Esta visión holística dio paso a la fusión de datos enunciada por Nicholas Belkin y Paul Kantor.

## Premios y publicaciones
Peter Ingwersen ha recibido numerosas condecoraciones, entre las que figuran la Medalla Derek de Solla Price en 2005 junto a Howard White, o el Premio Tony Kent Strix en 2015.
En 2016 fue galardonado por el Premio ASIST al Mérito Académico por la Association for Information Science and Technology.